# Джугут
Джугут — село в Ботлихском районе Дагестана. Входит в состав Рикванинского сельсовета. Анклав на территории Бабаюртовского района.

## Географическое положение
Расположено на территории Бабаюртовского района в 15 км к северо-востоку от села Бабаюрт на Бабаюртовском канале.
Ближайшие населённые пункты: на севере — Кутанаул, на востоке — Айтхан, на северо-западе Бюру-кутан и Каплановка.

## История
Первые сведения встречаются в материалах переписи 1939 года, по ним кутан Тугут входил в состав Кутанаульского сельсовета, в нём проживало 26 мужчин. В 1958 году земли бывшего хутора в составе участка госфонда «Притеречный» были переданы под зимние пастбища колхозов Ботлихского района. Официальный статус присвоен Постановлением ВС ДАССР от 17.08.1989 г.

## Население
| 1939 | 1959 | 2002 | 2010 | 2021 |
| ---- | ---- | ---- | ---- | ---- |
| 26   | ↗102 | ↗409 | ↘407 | ↘301 |